# Astacoides crosnieri
Astacoides crosnieri is een kreeftensoort uit de familie van de Parastacidae. De wetenschappelijke naam van de soort is voor het eerst geldig gepubliceerd in 1987 door Hobbs.